# Aleksander Hertz
Pour les articles homonymes, voir Hertz (homonymie).
Aleksander Hertz (né en 1879 à Varsovie et mort dans cette même ville le 26 janvier 1928 fut un réalisateur, scénariste et producteur polonais. Fondateur de la première société de production cinématographique polonaise Sfinks (pl), il est aujourd'hui considéré comme le père de l'industrie du cinéma en Pologne.

## Biographie
Aleksander Hertz fut notamment le fondateur et directeur du studio Sfinks (pl), seule société de production polonaise d'importance dans les années 1910 où travaillèrent deux stars du cinéma muet, Pola Negri et Lya Mara.

## Filmographie partielle
Seuls Bestia (1917) et Ludzie bez jutra (1921) existent encore, les autres films ont été détruits ou perdus pendant la deuxième guerre mondiale.
- 1911 : Słodycz grzechu
- 1915 : Szpieg (Espion)
- 1915 : Żona
- 1916 : Studenci
- 1917 : Bestia
- 1918 : Książę Józef Poniatowski (Le prince Joseph Poniatowski)
- 1918 : Mężczyzna (Homme)
- 1918 : Ludzie bez jutra (Gens sans demain)
- 1919 : Krysta
- 1927 : Ziemia obiecana (La Terre promise)